# 華祝三
華祝三（1811年—1900年），字肇猷，號堯峯，江西鉛山人。清朝官員，進士出身。

## 生平
華祝三是鉛山縣簧碧村人。道光二十四年進士華日新堂侄。華祝三於道光二十三年（1843年）考中癸卯科舉人，二十七年（1847年）考中丁未科二甲進士，選庶吉士，散館授編修。歷任河南道御史、甘肅西寧府知府，分巡蘭州道，欽加布政使銜。曾纂修同治《鉛山縣志》。